# Désirée Gay
Jeanne-Désirée Véret Gay (Parigi, 4 aprile 1810 – Bruxelles, 1891) è stata una giornalista e attivista francese.

## Biografia

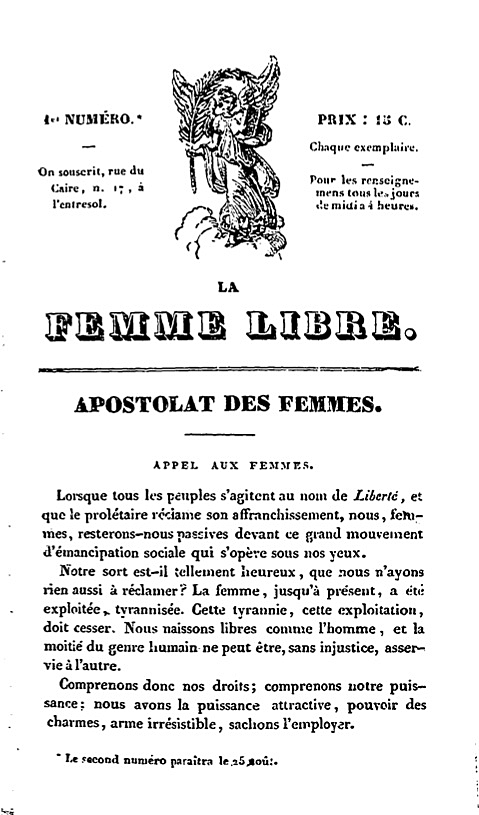
Primo numero de «La Femme libre»

Désirée Véret nacque da una famiglia operaia e lavorò come cucitrice prima di impegnarsi nel movimento sansimoniano nel 1831. Nell'agosto 1832 fondò con Marie-Reine Guindorf il primo giornale femminista di ogni tempo «La Femme libre», battendosi per i diritti civili negati alle donne.
Scrisse nel primo numero del giornale che «le donne, fino a ora, sono state schiave sottomesse, o schiave in rivolta, ma mai libere. Le prime, piegate a quella naturale convenzione che è la base della nostra educazione, sono schiave dei pregiudizi sociali, ma si trovano protette da questi stessi pregiudizi ai quali si sottomettono contro ogni dispotismo individuale. Le seconde, al contrario, affrancatesi dalle barriere dell'opinione generale, non possono invocare l'egida di questa opinione che esse disprezzano e cadono sotto la dipendenza personale degli uomini i quali, non essendo legati a una morale unitaria, non hanno altra sanzione ai loro principi e ai loro giudizi isolati che quella del capriccio o dell'indulgenza».
Alla fine di quell'estate incontrò Charles Fourier e Victor Considerant. Nel 1833, Désirée Véret andò a lavorare in Inghilterra, dove conobbe i discepoli di Robert Owen, tra i quali era Jules Gay, difensore dell'uguaglianza sociale e sessuale, e assunse una funzione di mediazione tra oweniani, sansimonisti e fourieriani. Due anni dopo era in Francia, lavorando come cucitrice a Dieppe, prima di ritornare a Parigi. Dopo una breve relazione con Victor Considérant, alla fine del 1837 sposò Jules Gay, con il quale ebbe due figli, Jean nel 1838 e Owen nel 1842.
Con il marito, tentò di fondare nel 1840 una scuola a Châtillon-sous-Bagneux per bambini, ma, per mancanza di fondi, il tentativo fallì. Con la Rivoluzione del febbraio 1848 s'impegnò politicamente, indirizzando lettere e petizioni al governo provvisorio per ottenere l'introduzione del divorzio e miglioramenti economici delle lavoratrici.
Venne eletta all'unanimità delegata alla Commissione dei lavoratori, costituita nel Palazzo del Luxembourg. Nello stesso tempo, il governo provvisorio costituì gli Ateliers nationaux per procurare lavoro ai disoccupati. A marzo e aprile collaborò a «La Voix des Femmes», un giornale femminista fondato da Jeanne Deroin e Eugénie Niboyet. Dopo la chiusura di quel giornale, fondò con la Deroin l'Association mutuelle des femmes e un nuovo giornale, «La Politique des Femmes», che pubblicò solo due numeri, e poi «L'Opinion des femmes». In agosto ottennero un finanziamento di 12.000 franchi dall'Assemblea costituente per fondare un'Associazione di operaie tessili. Alla fine del 1849, con la svolta conservatrice assunta dalla politica francese con l'elezione di Luigi Bonaparte alla presidenza della Repubblica, la Gay si ritirò dalla politica attiva, riprendendo il proprio lavoro di operaia.
Con l'aiuto finanziario di amici sansimoniani, Désirée fondò una merceria in rue de la Paix a Parigi, ottenendo anche un premio nel corso dell'Esposizione universale del 1855. Il marito lavorava all'epoca come libraio e tipografo, ma nel 1867 la censura costrinse entrambi a emigrare a Bruxelles, dove aderirono alla I Internazionale socialista e nel 1866 Désirée fu eletta presidente della Sezione femminile. Interessata ai problemi dell'infanzia e dell'istruzione, pubblicò nel 1868 un manuale per giovani madri intitolato Éducation rationnelle de la première enfance. Nel 1869 i due coniugi passarono a Ginevra, poi a Torino e ritornarono a Bruxelles nel 1876.
Rimase vedova nel 1883, le premorirono i due figli e perdette la vista nel 1890, poco prima della morte.